# Cornelius Repentinus
Cornelius Repentinus war ein römischer Politiker und Senator des 2. Jahrhunderts n. Chr.
Repentinus stammte aus Simitthu in Africa und war wahrscheinlich ein Sohn des Sextus Cornelius Repentinus. Verheiratet war er mit der Tochter des kurzzeitigen Kaisers Didius Julianus, Didia Clara. Sein Suffektkonsulat hatte Repentinus wohl nach seiner Statthalterschaft in Lusitanien inne, vielleicht um 188. Während der kurzen Regentschaft seines Schwiegervaters war Repentinus von April bis Juni 193 Stadtpräfekt.